# NGC 1484
NGC 1484 est une galaxie spirale barrée située dans la constellation de l'Éridan. NGC 1484 a été découverte par l'astronome britannique John Herschel en 1837.

## Caractéristiques
Sa vitesse par rapport au fond diffus cosmologique est de 969 ± 6 km/s, ce qui correspond à une distance de Hubble de 14,3 ± 1,0 Mpc (∼46,6 millions d'al).
À ce jour, 13 mesures non basées sur le décalage vers le rouge (redshift) donnent une distance de 16,046 ± 2,146 Mpc (∼52,3 millions d'al), ce qui est à l'intérieur des valeurs de la distance de Hubble.
La classe de luminosité de NGC 1484 est II et elle présente une large raie HI.

## Amas de l'Éridan
NGC 1484 est une galaxie de l'amas du Fourneau.